# Maria
För andra betydelser, se Maria (olika betydelser).

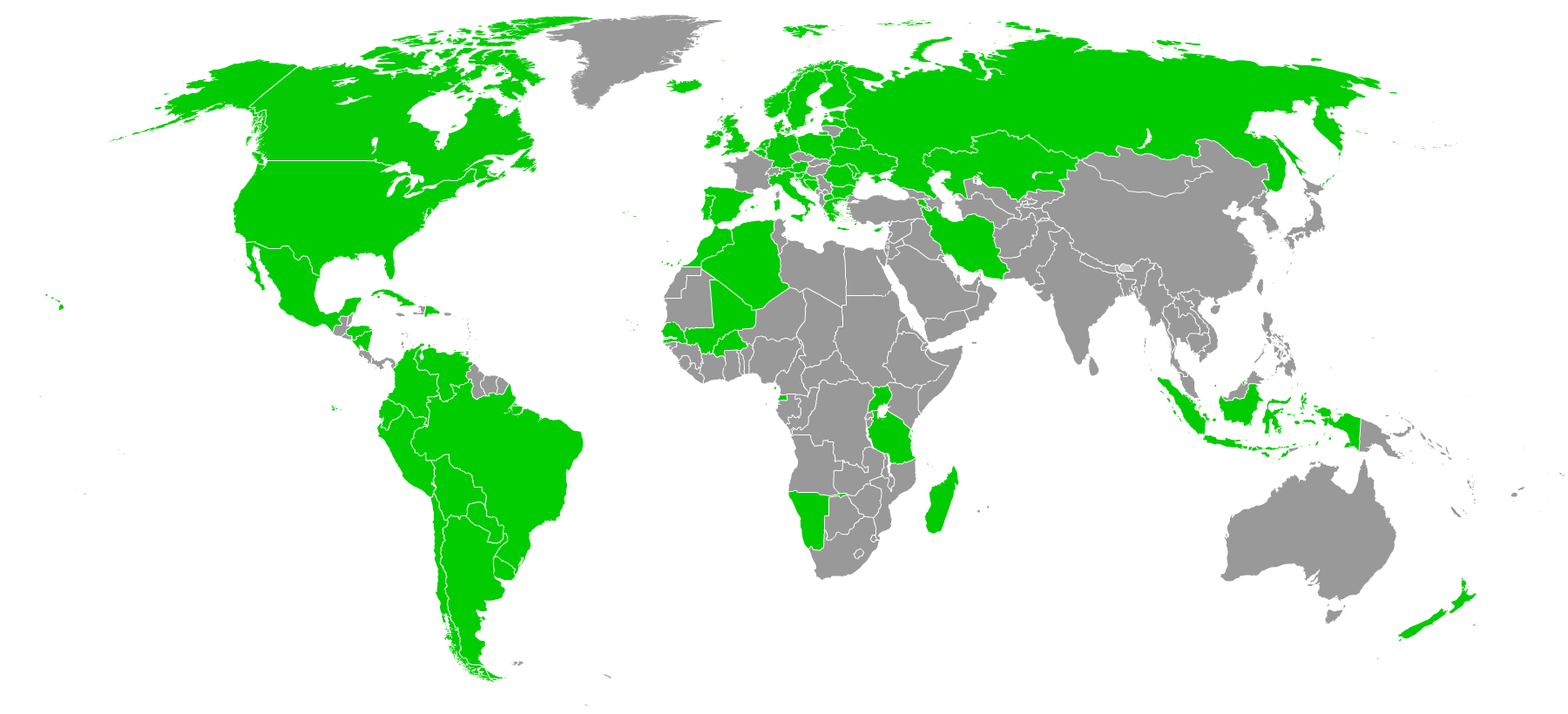
Länder i vilka Maria är ett av de 100 vanligaste namnen

Maria är ett kvinnonamn, och en grekisk eller latinsk form av det ursprungliga arameiska namnet Mariam, (hebreiska Mirjam, arabiska Maryam). 
En finsk form av namnet är Marja, och likaså smekformerna Maj och Maja. Den engelska formen av namnet är Mary, den franska är Marie. I framför allt katolska länder är Maria/Marie också vanligt namn på män, oftast sammansatt som sista delen av ett dubbelnamn (jämför Marie-José Pérec med Jean-Marie Le Pen).
Före reformationen i Sverige gavs inga flickor namnet Maria av religiösa skäl. Därefter blev det desto vanligare, och namnet är idag ett av de allra vanligaste kvinnonamnen i Sverige. Det är överhuvudtaget i sina olika former den kristna världens vanligaste kvinnonamn.
Maria var den 31 december 2006 Sveriges vanligaste kvinnonamn och bars av 444 908 personer, varav 81 849 personer hade det som tilltalsnamn. År 2003 fick 4 340 flickor namnet, varav 159 fick det som tilltalsnamn.
Namnsdag i Sverige: 28 februari (sedan början av 1800-talet). I den finlandssvenska namnsdagslängden har Maria namnsdag 2 juli sedan 1950. Före det hade Maria namnsdag 3 augusti 1929–1949.

## Bibliska personer med namnet Maria
- Maria (Jungfru Maria) - Jesu mor
- Maria från Magdala - även känd som Maria Magdalena
- Maria (Betania) - syster till Marta och Lasaros
- Maria, Klopas hustru - mor till aposteln Jakob den yngre

## Kungligheter med namnet Maria
- Maria – kejsarinna (tsaritsa) av Bulgarien 1015–1018
- Maria I av England – engelsk drottning och statschef 1553 och spansk drottning 1556, kallad Maria Tudor och Maria den blodiga
- Maria I av Portugal – portugisisk drottning från 1777
- Maria II av England – engelsk drottning och statschef 1689
- Maria II av Portugal – portugisisk drottning från 1826
- Maria av Burgund – burgundisk monark (hertiginna) 1477
- Maria av Guise – skotsk drottning 1537
- Maria av Medici – fransk drottning 1600, född som hertiginna av Toscana, kallad Maria av Medici
- Maria av Modena – engelsk drottning 1685 och skotsk
- Maria av Pfalz – svensk prinsessa 1579 och hertiginna, första maka till kung Karl IX
- Maria Antonia av Österrike – fransk drottning 1774, mer känd som Marie-Antoinette
- Maria Eleonora av Brandenburg – svensk drottninggemål 1620 till kung Gustav II Adolf
- Maria Elisabet av Sverige - svensk prinsessa 1596 och hertiginna, dotter till kung Karl IX
- Maria Eufrosyne av Pfalz – syster till kung Karl X Gustav
- Maria Karolina av Österrike – neapoltiansk och siciliansk drottning från 1768
- Maria Kristina av Bägge Sicilierna – spansk drottning
- Maria Kristina av Österrike – spansk drottning
- Maria Lovisa av Parma – spansk drottning från 1788
- Maria Pavlovna – svensk prinsessa 1908, född rysk storfurstinna som Maria Pavlovna
- Maria Sofia Fredrika av Hessen-Kassel – dansk drottning 1808–1839
- Maria Stuart – skotsk drottning och statschef 1542 och fransk drottning
- Maria Teresia av Spanien – fransk drottning 1660
- Maria Teresia av Österrike – österrikisk kejsarinna och statschef 1740

## Andra kända Marior
- Anna Maria Lenngren – svensk poet
- Anna Maria Nilsson – svensk skidskytt
- Maria Akraka – svensk medeldistanslöpare
- Maria Beasley – amerikansk uppfinnare
- Maria Bergom Larsson – svensk författare
- Maria-Pia Boëthius – svensk författare, journalist, debattör
- Maria Bonnevie – svensk skådespelerska
- Maria Borelius – svensk politiker, statsråd
- Maria Callas – grekisk-amerikansk operasångerska
- Mariah Carey – amerikansk sångerska
- Maria Cederschiöld – svensk diakonissa
- Maria Farantouri – grekisk sångerska
- Maria Fontosh – rysk-svensk operasångerska
- Maria Gaetana Agnesi – italiensk matematiker
- Maria Goeppert-Mayer – tysk-amerikansk fysiker, nobelpristagare 1963
- Maria Gripe – svensk författare
- Maria Gusakova – sovjetisk längdskidåkare, OS-guld 1960 och VM-guld 1962
- Maria Johansson – svensk skådespelerska
- Maria Lang – svensk författare, pseudonym för Dagmar Lange
- Maria Larsson – svensk politiker (KD), statsråd, landshövding i Örebro län
- Maria Leissner – svensk politiker (FP), partiledare
- Maria Letizia Bonaparte – mor till Napoleon I
- Maria Lindgren – svensk forspaddlare
- Maria Lindström (tennisspelare), 1963–, svensk tennisspelare
- Maria Lindström (musiker), 1953–, svensk musiker
- Maria Lindström (skådespelare), 1974–, svensk skådespelare
- Maria Lindström (kaféinnehavare), 1806–1895, svensk kaféinnehavare
- Maria Lundqvist – svensk skådespelerska
- Maria Malmer Stenergard – svensk jurist, politiker (moderat), statsråd, utrikesminister
- Maria Maunsbach – svensk författare
- Maria Montazami – svensk hollywoodfru
- Maria Montessori – ítaliensk pedagog
- Maria Mutola – moçambikisk medeldistanslöpare.
- Maria Pietilä Holmner – svensk alpin skidåkare
- Maria von Platen – svensk kulturell centralperson
- Maria Richardsson – svensk författare
- Maria Riesch – tysk alpin skidåkare
- Maria Rooth – svensk ishockeyspelare
- Maria Rydqvist – svensk längdskidåkare
- Maria Scherer – svensk författare och programledare
- Marija Šerifović – serbisk sångerska
- Marija Sjarapova – rysk tennisspelare
- Maria Sveland – svensk journalist, författare
- Maria Wetterstrand – svensk politiker (MP), språkrör

## Kända män med namnet Maria
- José María Aznar, spansk politiker, f.d. premiärminister
- Klaus Maria Brandauer, österrikisk skådespelare
- Carlo Maria Giulini, italiensk dirigent
- Josef Maria Grassi, österrikisk konstnär
- Alfons Maria Jakob, tysk läkare, professor
- José Maria Olazábal, spansk golfspelare
- Joseph Maria Olbrich, österrikisk arkitekt
- Erich Maria Remarque, tysk författare
- Rainer Maria Rilke, tysk diktare
- Kaspar Maria von Sternberg, österrikisk naturforskare
- Carl Maria von Weber, tysk tonsättare
- Max Maria von Weber, tysk ingenjör

## Fiktiva figurer med namnet Maria
- Maria, huvudroll i West Side Story (Maria (sång))
- Maria, ursprunget till alla vampyrerna i Frostbiten
- Maria Perez, Suneserien
- Maria, huvudroll i Sound of Music